# Heterochroma panama
Heterochroma panama là một loài bướm đêm trong họ Noctuidae.